# The Savoy

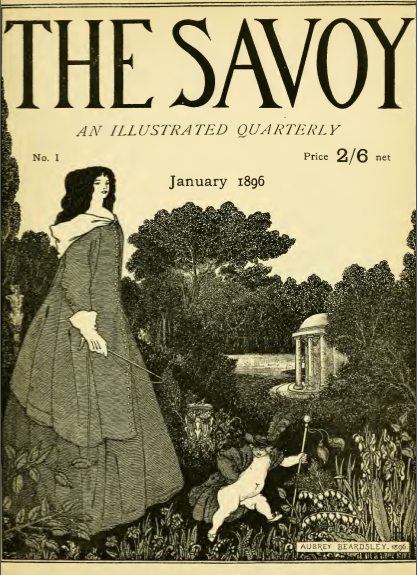
The Savoy, aflevering 1, 1896 (tekening van Aubrey Beardsley.

The Savoy was een Engels literair tijdschrift dat in totaal slechts acht keer verscheen, in 1896. Het blad werd gestart door Leonard Smithers in samenwerking met de dichter en criticus Arthur Symons (redacteur) en de illustrator Aubrey Beardsley (artdirector). Het werd in Londen uitgegeven door Leonard Smithers, een uitgever die gerekend werd tot het decadentisme, die ook erotisch en pornografisch werk publiceerde en bevriend was met Oscar Wilde.
Het blad bevatte verhalen, kritieken en illustraties. Bijdragen werden geleverd door onder anderen William Butler Yeats, Max Beerbohm, Joseph Conrad, George Bernard Shaw en Aubrey Beardsley. Beardsley, die eerder had meegewerkt aan het literaire kwartaalblad The Yellow Book, was ook degene die het blad zijn naam gaf: The Savoy werd genoemd naar het gelijknamige vermaarde Londense hotel dat in 1889 zijn deuren opende; de titel zou daarmee een sfeer van moderniteit en een zekere weelde uitstralen. Ook alle omslagen en veel van de illustraties in het tijdschrift werden door hem verzorgd.
In een redactioneel stuk in de eerste aflevering probeerde redacteur Symons het blad te distantiëren van de destijds omstreden en gevangen zittende Oscar Wilde en diens omgeving. Hij schreef: "We are not Realists, or Romanticists, or Decadents" (Wij zijn geen realisten, romantici of decadenten). De opmerking werd echter gevolgd door "For us, all art is good which is good art", die refereert aan het decadente adagium 'art for art's sake'.